# Arabische buulbuul
De Arabische buulbuul (Pycnonotus xanthopygos) is een zangvogel uit de familie van de Buulbuuls (Pycnonotidae). Het is een algemene standvogel in het Midden-Oosten.

## Kenmerken
Deze vogel lijkt uiterlijk en qua gedrag sterk op de grauwe buulbuul. De vogel is ook 19 tot 21 cm lang. Hij verschilt van de grauwe buulbuul door de citroengele anaalstreek en een lichte ring rond het oog. Verder is de snavel iets langer en dunner en de staart is recht afgesneden.

## Verspreiding en leefgebied
De Arabische buulbuul is de meest algemene soort buulbuul in Israël. De soort komt voor langs de zuidkust van Turkije vanaf Patara en verder oostelijk langs de kust van de Middellandse Zee, door Syrië tot aan Egypte oostelijk van het Suezkanaal en verder in het westen van Jordanië, de Sinaï en het westen, midden en zuiden van het Arabische Schiereiland.
Het is een vogel van droge gebieden met enige vegetatie, cultuurland zoals dadelpalmplantages, maar ook tuinen en parken.

## Status
De Arabische buulbuul heeft een groot verspreidingsgebied en daardoor is de kans op de status kwetsbaar (voor uitsterven) gering. De grootte van de populatie is in 2010 geschat op 6 miljoen individuen en gaat vooruit in aantal. Om deze redenen staat de Arabische buulbuul als niet bedreigd op de Rode Lijst van de IUCN.